# Callejeros
Callejeros è un gruppo rock proveniente dall'Argentina molto popolare, formatosi nel 1995, inizialmente con il nome di "Río Verde".
Il 30 dicembre 2004, sono diventati famosi a livello internazionale per una causa esterna: nel luogo in cui stava per iniziare il loro concerto, (al República Cromañón di Buenos Aires), un incendio ha provocato la morte di 194 persone. Il 17 ottobre 2012 il gruppo è stato condannato alla galera per questo episodio.

## Storia del gruppo

### Inizi
Verso metà del 1995 alcuni giovani del quartiere di Buenos Aires di Villa Celina si uniscono in una band rock. Conosciuti inizialmente come Río Verde, il loro repertorio riprende Chuck Berry, Creedence Clearwater Revival e i The Rolling Stones. Alla fine del 1996 la band vive un'epoca di cambiamenti e nella formazione entrano nuovi membri. Lo stile della band cambia integralmente, motivo per il quale essa si dà un nuovo nome a partire da gennaio 1997: Callejeros.
Tra la fine del 1999 e gli inizi del 2000, si verificano altri cambiamenti nel gruppo. Entra un nuovo chitarrista e si inserisce il sassofono. Questa formazione è stabile, ma si aggiunge poi un percussionista nelle esibizioni live, ed è con essa che i Callejeros registrano i due dischi prodotti fino ad oggi.

### Pre-cromagnon
Nel 2001 pubblicano il loro primo disco, Sed, nel quale prosegue la linea rock degli anni precedenti, ma con l'aggiunta dell'esperienza del sassofonista Juan Carbone, ex musicista di Viejas Locas, altra band conosciuta dell'Argentina. La traccia principale di questo disco è Vicioso, jugador y mujeriego (vizioso, giocatore e donnaiolo), da cui è tratto un video, non molto diffuso.
Il secondo disco viene lanciato nel 2003 e presentato alla stadio Atlanta. Presión (pressione) - questo il titolo - comprende generi diversi: tango, ballads, ritmi di candombe rioplatences, rock latino fino al rock'roll classico. Il disco ha diffusione in tutta America Latina. Non passa molto dal suo lancio quando esce il video di Una nueva noche fría (una nuova notte fredda).
Dopo avere suonato alla stadio Obras Sanitarias, conosciuto come il "tempio del rock", durante l'anno 2004, si poteva prevedere che questa band sarebbe arrivata molto lontano. In sei mesi si è passati da una platea di 1.000 persone o meno, a 5.000 spettatori.
Arriva alla fine del 2004 il terzo disco, Rocanroles sin destino. Benché non abbia la potenza dei dischi precedenti, si può osservare lo stile "callejero" delle canzoni. Questo disco è più autobiografico: i Callejeros parlano delle loro vite, della loro carriera come musicisti e dei conflitti che porta la notorietà. Il disco è stato presentato due volte: la prima, nella "Provincia de Córdoba", dinanzi a 10.000 persone, e la seconda alla "stadio di Excursionistas" dinanzi quasi a 15.000 persone.
Il singolo dell'ultimo disco, Prohibido (vietato), canzone che descrive i tabú della società ed i divieti inutili, continua a suonare nelle radio per molti mesi. Occorre sottolineare che già in questo momento, la band aveva firmato un contratto con Pelo Music ed aveva ripubblicato gli ultimi due dischi (Sed e Presión) con questa società.

### Cromagnon
La notte tra il 30 e il 31 dicembre 2004, nel locale República Cromañón, perdono la vita 194 persone a causa di un incendio prodotto da un gioco pirotecnico, che incendia un drappo posto a copertura del soffitto del locale.

### Post-cromagnon
Nel febbraio 2006, la band ha provato a tornare sulla scena al Festival Jesús María (a Córdoba). Benché in accordo con una consultazione effettuata tra i cittadini, "circa il 70 per cento" considerasse "prudente" permettere il ritorno della band, e benché l'intendente Jesús María, Marcelino Gatica avesse dichiarato: "Questi ragazzi sono anche vittime, hanno anche avuto genitori ed amici morti in Cromañón. In Argentina vige la presunzione d'innocenza e ciò perché so, la giustizia non li ha condannati", non è stata ottenuta la maggioranza degli 11 membri della Commissione Domptage e folclore per permetterlo.
Il mese seguente viene annunciato che la banda tornerà alla scena il 22 aprile allo stadio Central Córdoba nella città di San Miguel de Tucumán, Tucumán. Ci si aspetta che vengano trattati gli argomenti del nuovo disco (che sarà pubblicato e questo è vicino al 17 aprile), tra cui quelli di una versione del tango "Desencuentro", una canzone dedicata alla fidanzata morta del cantante e come al solito altri argomenti di contenuto barrial e di attualità politica.
Tuttavia, alla fine marzo 2006 il governatore di Tucumán decreta che i Callejeros non potranno suonare in tale provincia. Benché il governatore non abbia la facoltà di sospendere un concerto, il municipio esige dagli organizzatori una serie di condizioni inusuali (ad esempio, 350 sanitari). Benché sorpreso da questo avviso, l'organizzatore del concerto Rubén Ureña non sembra intimidito e dichiara che avrebbero provato a soddisfare tutte le condizioni, ma la manifestazione viene sospesa, con la completa restituzione del denaro dei biglietti, benché sia già in fase di progetto un altro spettacolo. Nonostante le offerte da Montevideo, la band preferirebbe una documentazione giudiziaria che le consentisse di suonare a Buenos Aires.

## Formazione
- Pato (Patricio Santos Fontanet) - voce
- Dios (Christián Torrejón) - basso
- Elio (Elio Delgado) - chitarra
- Maxi (Maximiliano Djerfy) - chitarra e cori
- Edu (Eduardo Vazquez) - batteria
- Juancho (Juan Carbone) - sassofono

### Invitati
- Stella Carbone - cori
- Galia Komornaia - violino
- Gabriel Conte - percussioni

## Discografia
Album in studio
- 2001 - Sed
- 2003 - Presión
- 2004 - Rocanroles sin destino
- 2006 - Señales
- 2008 - Disco Escultura

Demo
- 1997 - Solo x hoy
- 1998 - Callejeros
- 2000 - Adelantos